# Autonome Region Dire Dawa
Die Autonome Region Dire Dawa bestand 1987–1991 als autonome Region in Äthiopien. Sie umfasste die wirtschaftlich wichtige Stadt Dire Dawa an der Bahnstrecke von Addis Abeba nach Dschibuti-Stadt und war überwiegend von den Issa bewohnt, einem Clan der Somali.

## Geschichte
Mit der Verfassung von 1987, die Äthiopien zur Demokratischen Volksrepublik Äthiopien machte, wurde auch die Verwaltungsgliederung Äthiopiens reformiert und die Autonome Region Dire Dawa als eine von fünf autonomen Regionen geschaffen. Zuvor hatte dieses Gebiet zur Provinz Hararghe gehört.
Mit der Einrichtung der autonomen Regionen versuchte das Mengistu-Regime, auf die Aufstände und Unabhängigkeitsbewegungen in verschiedenen Landesteilen zu reagieren. Die Schaffung der autonomen Region Dire Dawa richtete sich vor allem gegen die Ansprüche Somalias auf das Ogadengebiet; ähnlich wie die Autonome Region Assab (mit dem Hafen von Assab,  der nicht mehr zu Eritrea gehören sollte) umfasste die Region ein wirtschaftliches Zentrum, das administrativ vom übrigen Ogaden abgetrennt wurde. Die Issa erhielten als relativ kleine Volksgruppe Autonomiestatus, um sie auf Seiten der äthiopischen Regierung einzubinden. Der Clan der Ogadeni, der besonders stark den Anschluss an ein Groß-Somalia unterstützte, erhielt hingegen nur in einem kleinen Teilgebiet (der autonomen Region Ogaden) Autonomie, weitere Teilgebiete wurden zu den neuen Provinzen Ost- und West-Hararghe.
Nach 1991 wurde der größte Teil der autonomen Region Dire Dawa der Somali-Region zugeteilt. Die Stadt Dire Dawa selbst, die sowohl von der Somali-Region als auch von Oromia beansprucht wurde, wurde zur unabhängigen Stadt.